# 龙 (西方)

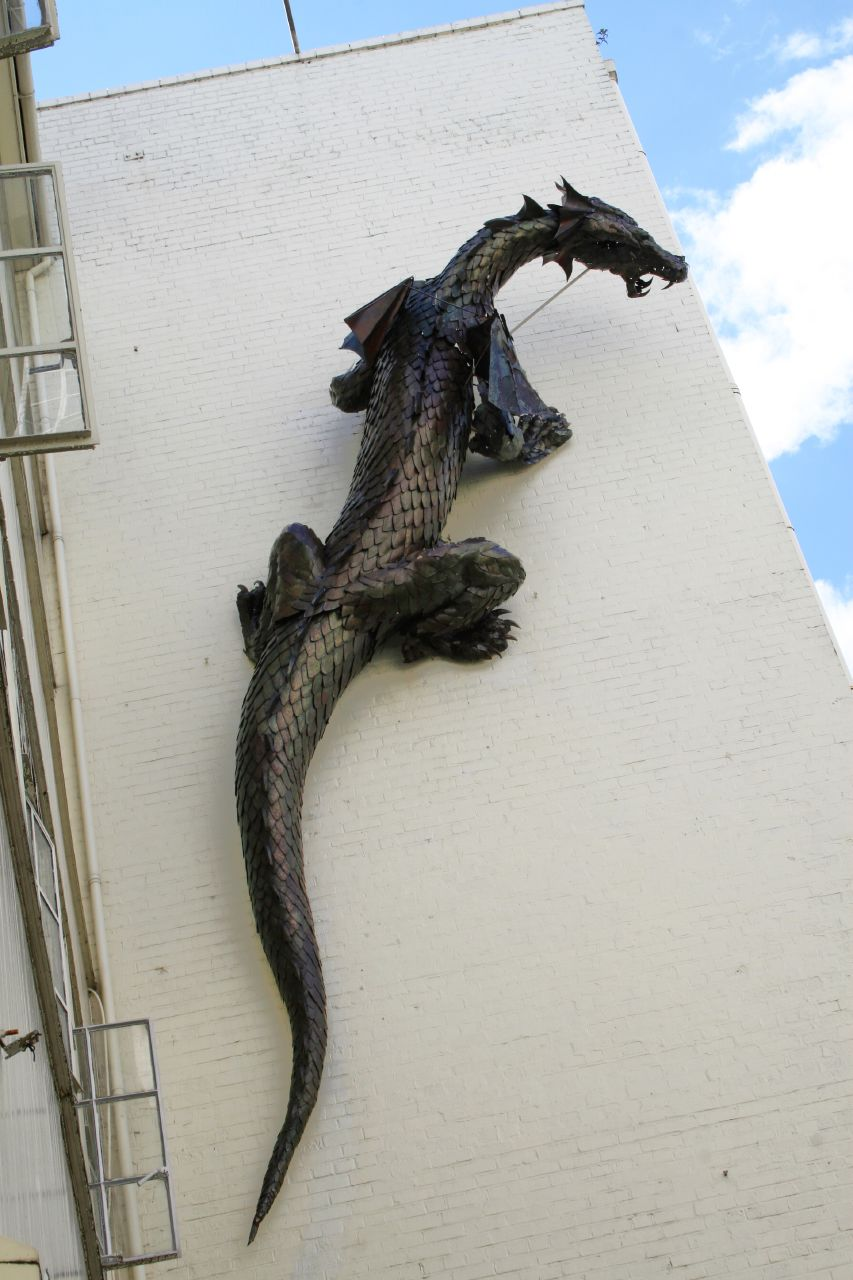
一條典型的西方龍雕像

龙是在西方世界的一種傳說的生物，常见形象为体型像恐龙，翅膀像蝙蝠的怪物，或是如大蛇。据说西洋龙与撒旦有关联，在《旧约圣经》龙被视为恶的象征。英语的「dragon」词语源自希腊语的「draco」，词语本身有蛇的含义,不少形象是口吐烈焰的怪物。
在包括希腊、巴比伦神话以至基督教，后有北欧神话、凯尔特文化以及英格鲁-撒克逊传说，受到多方面有传说，以此欧洲文化中的龙亦可以丰富多彩。

## 古希腊神话中的龙
古希腊神话中的龙常常作为凶恶的怪物以及宝物的看守者出现。荷马的史诗《伊利亚特》中提到阿伽门农的装束时说他的剑带上有蓝色龙形的图案，他的胸甲上也有三头巨龙形象的纹饰。在赫拉克勒斯的十二件功绩中，第十一件“盗取金苹果”中守护金苹果的也是龙。据伪阿波洛多羅斯的《书库》第2册中描述，金苹果“由一条长生不死的巨龙看守着。这头巨龙是堤丰与艾奇德娜的后代，生有一百个头颅，一百张嘴巴里发出一百种不同的声音。”。许癸努斯的《传说集》中则提到守护金苹果的龙拉冬是堤丰与艾奇德娜的子女之一。它还有一个兄弟，是守护金羊毛的龙（一说此龙母亲为大地女神盖亚）。
古希腊文中“龙”与“巨大的海蛇”是同一个词，可以看出古希腊文化中龙的形象与蛇的形象相近，主要表现为强大的力量以及长生不死的能力，这与巴比伦神话中的迪亚马特的形象有关。

## 盎格鲁-撒克逊神话中的龙
凯尔特与盎格鲁-撒克逊文化中的龙最早可见于英雄敘事長詩《贝奥武夫》中的描写。《贝奥武夫》是以古英语记载的传说故事中最古老的一篇。其中英雄主角贝奥武夫在杀死了海怪格兰德尔和它的母亲后，成为了耶阿特的国王。他贤明地统治了五十年后，另一只怪兽出现了，这是一头会喷火的龙。一个逃奴偷走了它看守的宝藏中的一个金杯献给他的奴隶主，希望与後者修复关系。火龙发现杯子丢失后大发雷霆，冲入耶阿特王国四处破坏。后来贝奥武夫与龙搏斗，两败俱亡:203-205:第一章第三节。
《贝奥武夫》中的龙是之后欧洲文化中出现的龙的原型：喜欢囤积并看守宝物、好奇心重、好报复、会喷火，牙齿中含有致死的毒液。《贝奥武夫》的龙是非理性的，它的行为受自身的欲望支配。诗中着重描写了它对财宝的看重。它不会说话，也听不懂人类的语言，甚至见到贝奥武夫时显露出震惊与害怕。外观上，龙的身形修长（50英尺），牙齿尖利，能够飞行:第一章第三节。《贝奥武夫》中的龙承袭了基督教中的反面形象，是诗中基督教思想的体现:30。

## 凯尔特神话中的龙

威尔士国旗中的火焰之龙

在十二世纪开始流传的亚瑟王传奇中，提到佛提刚王（King Vortigern）想要建一座城堡，然而建造时，工匠们发现白天建到一半的墙总会在夜里倒塌。于是国王召集占星术士和巫师来解决他的疑惑。巫师告诉国王，需要用处女之子的血洒在地上，才能使城堡建成。国王最后找到这样的孩子，就是梅林。梅林将这种办法斥为谎言，并告诉国王，城堡的地基之下有一个湖，湖底有两条沉睡的巨龙。国王发掘出地湖后抽干池水，果然发现一条火龙与一条白龙。这时两龙苏醒，开始相互争斗。白龙一开始占据上风，而红龙奋起反击，最后将白龙驱走。梅林解释说，红龙代表佛提刚王的子民不列颠民族，而白龙代表撒克逊民族。不列颠民族会首先被撒克逊民族侵略，而后浴血反抗，最后赶走撒克逊人。这个故事最早记载在9世纪的《历史上的不列颠》中，其中佛提刚王的领土就是现在的威尔士。
在写作年代可能更早的《马比诺吉昂》中，则记载了另一则龙的故事《露德与莱弗利》。露德是不列颠王贝里的儿子，继承了不列颠王国，他的四弟莱弗利则娶了法国的公主，并成为法国国王。露德统治的时候，每年的五月份，不列颠的每个地方都能听到恐怖的尖叫声，使得男人恐惧，女子流产，孩子癫狂，动物死亡，树木枯萎，河流干枯。露德询问他的弟弟弗莱利，弗莱利告诉他：“这是龙的叫声。这头龙正与一头外来的龙争斗。只需丈量好不列颠的土地，在正中央的地点挖一个坑，放入一个装满蜂蜜酒的坩埚，以绸缎封口。两条争斗的龙会落入坩埚，喝饱蜜酒而陷入沉睡。你必须马上将锅封好，埋入一口石棺中，然后找一个强大的地方埋在地下。这样可以使你的王国避免外来的灾难”。露德最后将龙埋在Dinas Emrys，这也正是后来佛提刚王建造城堡的地方。这两条龙就是佛提刚王发掘出的两条龙。
而在都铎王朝的亨利七世后，红龙成为了他的标志，出现在纹章与旗帜中，慢慢成为了威尔士的象征。

## 北欧神话中的龙
一至二世纪开始成型的北欧神话中，著名的龙有：

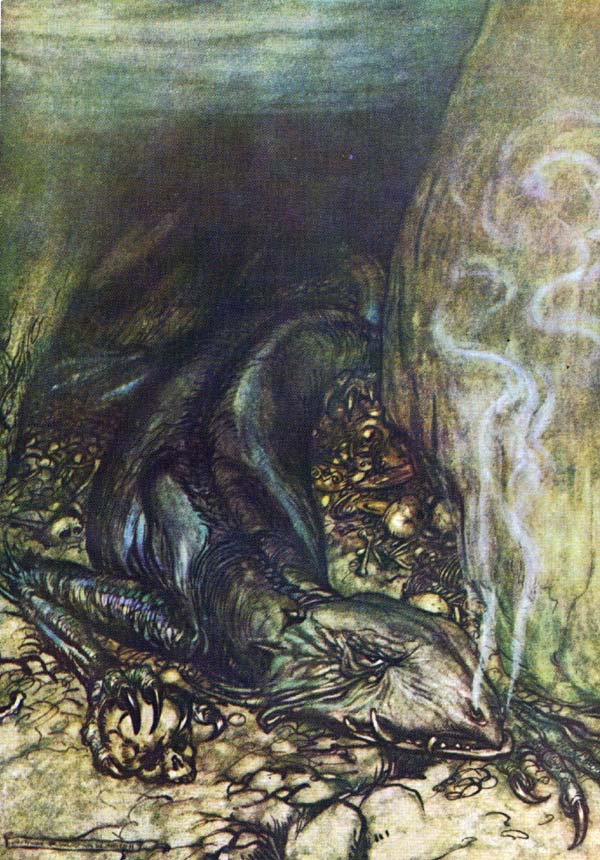
看守财宝的法夫纳，亚瑟·拉克姆绘，1911.

- 尼德霍格（Nidhogg）：一头盘踞在世界之树的根部，不停啃咬树根的毒龙。在诸神的黄昏中，尼德霍格终于咬断了世界之树的根，是为末日的警兆之一。[14]
- 尤蒙刚德（Jormungandr，也称为耶夢加得）：环绕在人类世界上的大海蛇，也被称为世界蛇。尤蒙刚德是洛基与安格尔波达（Angrboda，愤怒之身）生的第二个孩子。奥丁将它扔到海中，尤蒙刚德不断成长，直到自噬其尾。托尔曾经到霜巨人的国度乌特加德（Utgard），乌特加德的王者罗基（Utgard-Loki）和托尔比试的时候让他举起一只猫，但托尔只举起了猫的一只脚。後来罗基告诉托尔猫其实是世界蛇尤蒙刚德。托尔之後在和巨人希密尔（Hymir）一道打猎时，想要杀死尤蒙刚德，除此一害。托尔用牛头钓起了尤蒙刚德，但希密尔被它庞大的身躯惊吓而割断了钓线，让尤蒙刚德逃走了。在诸神的黄昏中，尤蒙刚德在海中不断挣扎，弄断了命运之船纳吉尔法（Naglfar）的缆索。罗基和火巨人乘着船驶向最终战场维格利德（Vigrid）。在最后的决战中，托尔用锤子杀死了尤蒙刚德，但後者吐出的毒液也将托尔毒死。[14]
- 法夫納：本来是侏儒国君主赫瑞德玛（Hreidmar）的长子，由于贪婪受诅咒的财宝而杀死了自己的父亲赶走了兄弟，最後变成了毒龙，被西格尔德（Sigurd）杀死。[14]

## 斯拉夫神话中的龙
斯拉夫神话中，有着和希腊-罗马-基督教文化中的龙类似的神话生物。俄罗斯传说或神话中的龙称为，常常有三个头（或三的倍数个）。有的故事中，如果不将龙所有的头都砍掉，被砍的头会长回来。俄罗斯传说中著名的龙的形象是三头喷火龙戈里尼奇。它最终被传奇壮士多布雷尼亚·尼基季奇（Добры́ня Ники́тич）杀死。
在南部地区，如保加利亚、克罗地亚、马其顿、塞尔维亚、波黑等地区，龙的形象分为两种。一种在名称上与俄罗斯传说中的龙相同，但形象并不一样，通常是雄性，拥有超人的智慧、知识和财富，身体庞大强壮，擅长魔法，同时十分贪恋人类女子的美色。它们长于追求讨好人类女子，并能与她们交媾生下后代。龙常常被认为是让人尊敬的对象，许多民族英雄在民间故事中都被形容成龙或龙的后代。另一种龙则通常是雌性，是前一种龙的姐妹，但形象完全相反，和希腊-罗马-基督教文化中的龙类似，并且通常和自己的兄弟完全对立，是躲在黑暗中邪恶的化身。雌性的龙常常代表恶劣的天气，摧毁庄稼田谷，而雄性的龙则是庄稼的守护神。

## 基督教文化中的龙
龙的形象也出现在《圣经》中，出在《新約全書》的《啟示錄》中，第12章第3、4節提到：「天上又現出異象來．有一條大紅龍、七頭十角，七頭上戴著七個冠冕。它的尾巴拖拉著天上星辰的三分之一，摔在地上。龍就站在那將要生產的婦人面前，等她生產之後，要吞吃她的孩子。」，七個頭象徵著絕對不可犯下的七宗大罪，十隻角象徵著可能犯下的十項小罪。第12章第7至9節則說：「在天上就有了爭戰。米迦勒同他的使者與龍爭戰。龍也同牠的使者去爭戰。並沒有得勝，天上再沒有牠們的地方。大龍就是那古蛇。名叫魔鬼，又叫撒旦，是迷惑普天下的。牠被摔在地上，牠的使者也一同被摔下去。」，邪惡的龍是源自於那條蛇，而犯罪的罪人會和龍最終被投入地獄之底。
從以上的資料可以知道，造成歐洲傳統的龍受此影響，傳入歐洲後《聖經》提到的龍在《启示录》里，龙的形象是邪恶的，是撒旦的化身。这种中東對龍的不同認識，也逐漸贯穿在各种基督教教义以及衍生的歐洲文艺作品及文化中。並進一步影響了西方龍的形象變化，中古期的圣徒传中不乏圣人与龙搏斗的事迹，至今也有西方或是中國人把所謂的龍當作惡的，會假意偽裝接觸，以誘惑人犯罪，就是受到教會影響。

### 圣乔治与龙

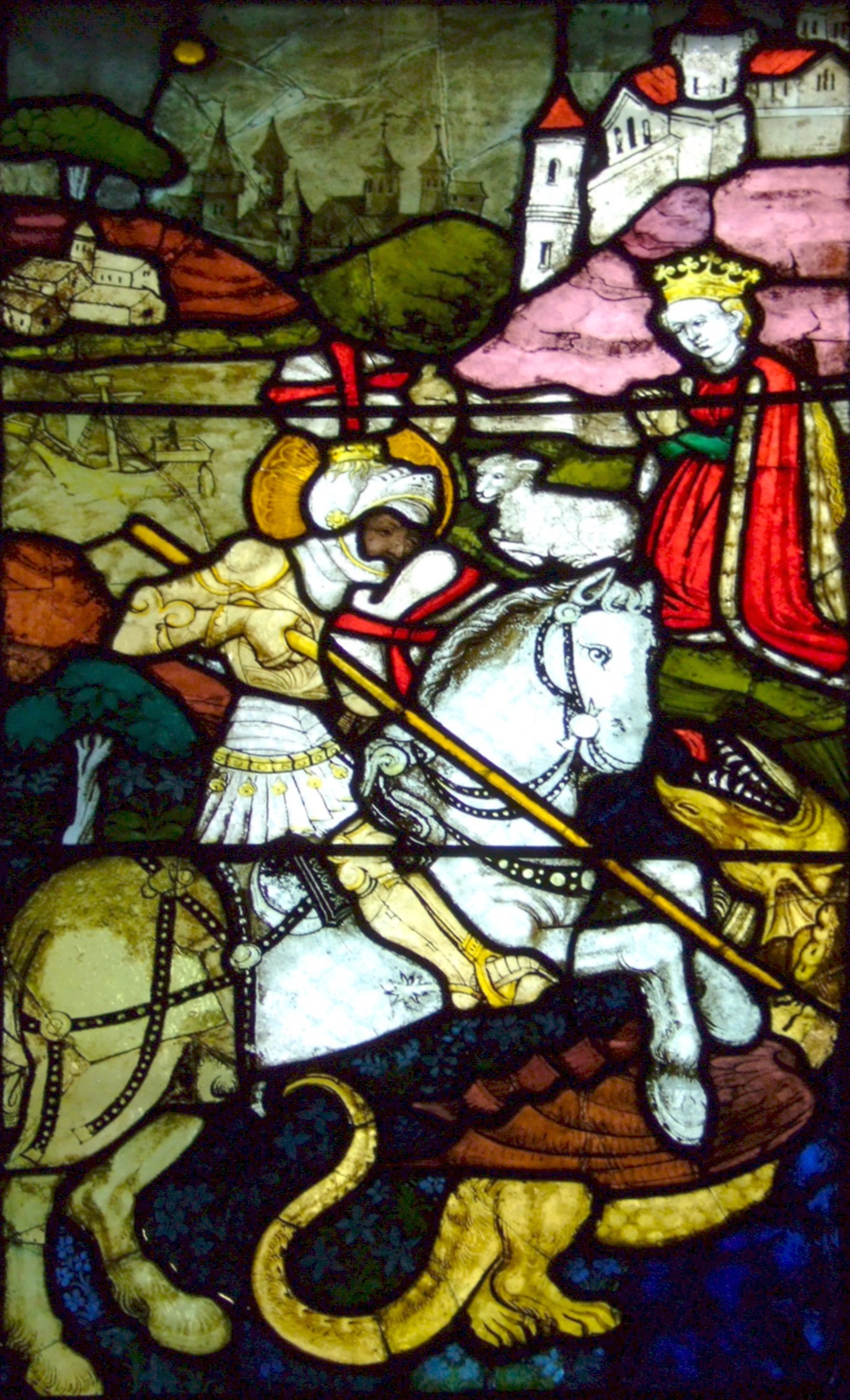
圣乔治屠龙的彩色玻璃，Hans Acker， 1440年，赫尔辛基大教堂

基督教圣徒传记中，一个著名的与龙有关的故事是《圣乔治与龙》。这个故事最早是在8世纪时以口头的方式传播，9世纪后开始作为圣乔治传记的一部分。10至11世纪时，开始出现与之相关的图画形象。据圣徒传《黃金傳說》中的描述，故事发生在利比亚的Silene城（之前的版本中地点是一个虚构的城市Lacia）。龙住在城旁的一个湖里，能喷出毒气。人们为了不受毒气侵扰，只能用羊或活人献祭。当轮到国王的女儿做祭品时，路过的圣乔治看见了坐在湖边等待被献祭的公主，遂决定屠龙。他成功用长枪刺伤毒龙，用公主的束带将龙绑进城里。城中居民见此纷纷改信耶稣并受洗，圣乔治随后斩下了龙的头颅。
由于《黄金传奇》等书籍和故事在中世纪的欧洲广为流传，圣乔治与龙的故事也出现在歐洲各种宗教或民间的文学和艺术作品中。圣乔治屠龙作为圣徒传故事的一部分，常常出现在以宗教为主题的图画、标志或雕刻中。伦敦大英博物馆保存着多件15世纪以来的壁画装饰中有关圣乔治屠龙的描绘。圣彼得堡的俄罗斯博物馆则藏有14世纪晚期的圣乔治屠龙绘像。拉斐尔（1506年）和鲁本斯（1620年）也绘制过以圣乔治屠龙为题材的主题油画。从这些图像中，可以看出欧洲人心中龙的形象随时代的变化。在14世纪以前的图像中，龙的形象大多为巨蛇或四脚巨蛇，之后的图像中则开始出现狮子或蜥蜴一般的躯干，鸟爪，以及无毛的翅膀。

## 现代文艺中的龙

### 文学作品中的龙
19世纪以後，西方龙的形象趋于稳定。龙常常在奇幻文学作品中登场，作为世界观设定中的一部分。奠定了现代西方龙形象的著名文学作品包括托尔金的《精灵宝钻》，安妮·麦卡芙蕾的《龙骑士：佩恩年史》、乔治·R·R·马丁的《冰与火之歌》。为了给桌面卡牌游戏龙与地下城增添世界观和背景设定而写的《龙枪编年史》系列小说中也有大量龙的形象出现。

## 龙的形象
现今西方社会中龙的具体形象主要来源于中世纪的文学作品与艺术品。一般认为，史诗《贝奥武夫》最早塑造了现代欧洲文化中认为的龙的具体形象。

### 基本特性

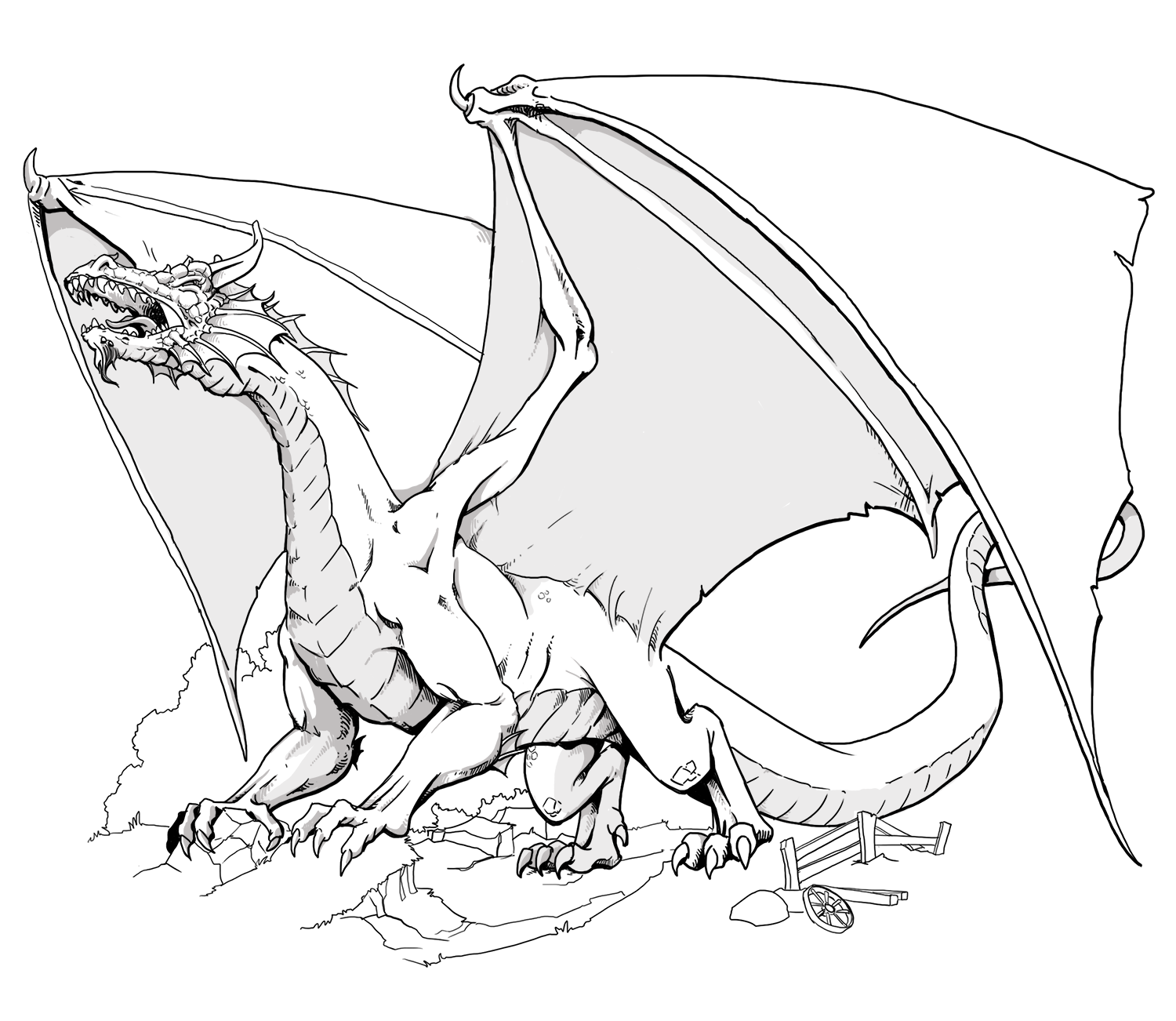
典型的西方龍

龙拥有强壮的身躯，又长又粗的颈，有角或褶边的头，尖锐的牙齿，和一条长长的尾。牠用四只强而有力的脚步行，用一对像蝙蝠翼的巨翼飞行，牠的身体全身覆盖着鳞片，保护着身体。牠的眼睛有四层眼睑，其中内三层是透明的，可保护眼睛免受伤害，耳朵可以开合，但不是所有龙都有外耳。牙齿尖而利，通常会向内弯，以便撕开猎物。
龙的视力比人多出一倍，在黑暗之中也能视物，听力则和人类差不多。但牠的感觉却很好，能够感觉到隐形的物体移动。龙会走会飛会游泳，更有部分可以在水中呼吸。
龍會隨著年齡的增長而變得更強大，年長的龍通常是所向無敵的，反之年輕的龍會相對脆弱。
龍沒有群居的傾向，雖然偶爾會出現一群龍的情況，但絕大多數時間龍都是單獨居住的。在有需要的情況下，龍也會和另一條龍戰鬥。
很多時候，龍有能從口中吐出各種「吐息」的描寫。最常見是吐出火焰，此外還有吐出毒氣、冰雪、雷電等。

### 生理特性
龙多居于山洞，喜好财宝，通常洞中都会收藏大量的财宝作为装饰、床
以不少文學都有出現過「龍卵」或「龍蛋」看來，龍應該是卵生的生物，然而龙的一些生活习性和身体形状与哺乳动物非常相似，而且是温血动物，由此推断龙也有可能是与鸭嘴兽类似的特殊哺乳动物。

### 近代文學
在J·R·R·托爾金所創造的中土世界中，龍是由天魔王馬爾寇所創造的邪惡生物，中土世界的第一頭龍出現於第一紀元名為格勞龍的無翼龍。中土世界的龍多半在第三紀元以前便已消失，最後一條叫做史矛革的龍於《哈比人歷險記》中死亡後，龍便在中土世界絕跡，所以在魔戒聖戰中並沒有出現任何龍。
現代有不少奇幻作品皆有提到龍，例如《冰與火之歌》、《龍與地下城》、《龍槍》和《龍族》等，一般而言在奇幻作品中最常見的龍有金龍（通常是最強大的龍種）、黑龍（吐息攻擊是強酸）、白龍（吐息攻擊是冰雪）、紅龍（吐息攻擊是火焰）、藍龍（吐息攻擊是雷電）、綠龍（吐息攻擊是毒氣），也有不少作品有獨特的龍種，例如龍槍中除了以上所說的龍種外，還有銀龍、紅銅龍、黃銅龍、青銅龍，還有作為神的其中一種型態的白金龍，萬色返空之龍（Dragon of all color and of none），而龍族中也有代表中庸的深赤龍。
與代表祥瑞的中國龍不同，歐洲龍就像妖怪和怪物、鬼魂、不死生物、惡魔、邪靈、精靈、哥布林、小仙子的差异。可是，在早期歐洲宮廷紋章的普遍性，龍的品種多樣性，代表在龍在歐洲的中世紀可能不是當今這個形象，也有正義的與權威的龍存在，而惡龍在中文古籍中也有以反派形象出現者，到現在遊戲與電影作品中也常見反派龍，故當今並不一定絕對。

### 龍語
近代部分魔幻或玄幻小說以龍語當作龍的語言，並以龍語當作魔法師所用的咒語，如地海巫師。
在電子遊戲上古卷軸5中，可以使用龍語使出一種稱作龍吼的能力，該遊戲的龍吐息冰火的時候亦是以龍語呼喚火與冰。